# トリンプ・インターナショナル
トリンプ・インターナショナル（Triumph International）は、スイスに本社を置く女性用下着製造販売会社。1886年にドイツで設立され、現在では女性用下着メーカーとして世界最大規模を誇る。
日本現地法人のトリンプ・インターナショナル・ジャパン株式会社（Triumph International (Japan) Ltd.）も日本の下着業界で第4位に位置し、「天使のブラ」「恋するブラ」など複数のブランドを取り扱っている。

## 発音
「Triumph」は英語の発音では「トラィアンフ」 /ˈtɹaɪ.əmf/ 、ドイツ語の発音では「トリウンフ」 /trɪˈʊmf/ だが、日本語での表記としてはトリンプ自身が称している「トリンプ」が正式なものである。

## 歴史

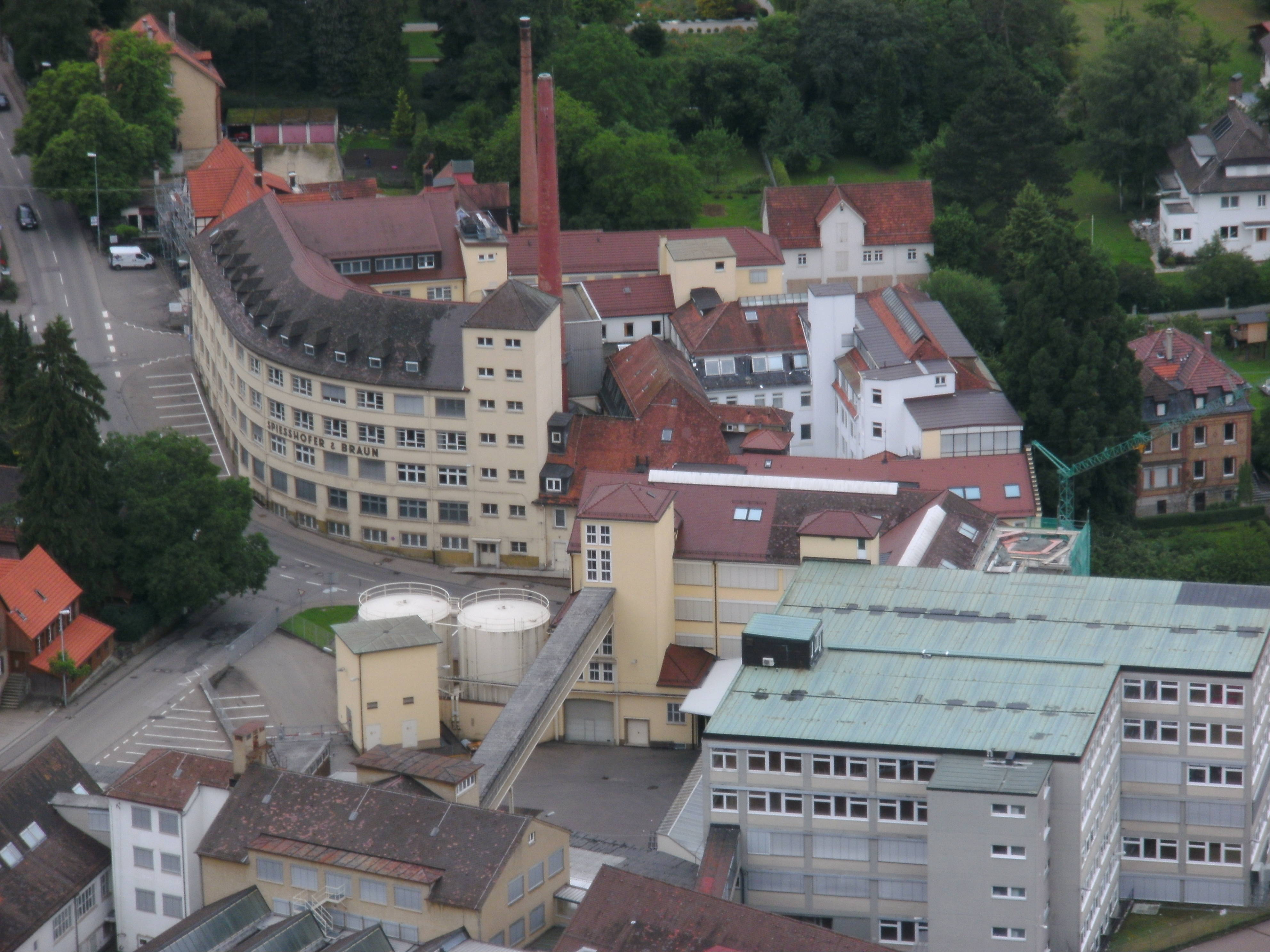

1886年、ヨハン・ゴットフリート・シュピースホーファーとミヒャエル・ブラウンが、ドイツ・ホイバッハにてコルセットの製造所を設立。当初は従業員6名とミシン6台での出発であった。1890年には従業員数150名までに拡大し、1894年に初めて製品を国外輸出。1902年には、シュピースホーファーとブラウンにより、パリの凱旋門を想起させる「トリンプ」を登録商標。その後、「インターナショナル」が商標に追加される。好景気の後、1920年代にはクラシカルなコルセットの需要が減少し、会社は並行してブラジャーの製造を開始。1930年代トリンプ・インターナショナルは、さらにオールインワンの製造にも着手した。
1933年、スイスのバート・ツルツァッハに、最初の国外支社を設立。東西ドイツの分断に伴い、1949年以降トリンプ・インターナショナルの商標は、ドイツ連邦共和国で継続されていたが、そこでの事業活動はほぼ停止状態となった。しかし会社の国際化はその後も進み、1950年代からは、例えば複数のヨーロッパ諸国で支社が誕生。トリンプ・インターナショナルは更に1960年からアジア太平洋地域にも拡大し、例えば1963年には日本に初の支社が開設となった。当時を知る人は既に、コンツェルン企業の「策略的な多重構造」を見極めていたが、その中にはタックス・ヘイブンであるリヒテンシュタインとバミューダ諸島に登記されている会社もあった。1960年代の終わりには、ドイツのファウンデーション（下着）市場全体に占めるトリンプ・インターナショナルの割合は、約50%であった。
1960年代中盤、トリンプ・インターナショナルは、広範囲にわたってコンピュータ処理を導入。経済危機に伴い、会社は1970年代初頭、時短労働導入を余儀なくされるほどの危機に初めて陥った。1969年に開始したパンティーストッキング事業も打撃を受け、はや3年後には停止。同時にナイロン繊維やライクラ繊維など、より軽い生地を使用した製品の製造に初めて着手した。1970年代終わりには更に「sloggi（スロギー）」という新ブランドを投入し、以来、コットン高混率の下着やその他製品を市場展開。1977年、本社はドイツからスイスへと移転。以来、コンツェルンのホールディングの所在地はバート・ツルツァッハとなる。1986年までに売上額は約10億スイスフランに上昇。同時に中国での販売を開始し、更には1988年から旧東独にて同国市場向けに、ライセンス契約による各種トリンプ製品を製造。下着の他、水着も製造された。
フランスのメーカーである「HOM」と「Valisère」の買収により、トリンプ・インターナショナルは男性用下着、または高級ランジェリーに進出。それと同時に1995年には、将来的には親ブランドである「トリンプ」に更に注力し、その下に他の全ブランドを組み込むことを発表。1990年代には再び国際的な拡大を図り、1998年からはインド亜大陸にも進出している。最も新しい工場としては、2001年にハンガリーのドゥナウーイヴァーロシュに、生産拠点を開設。21世紀に入ってからは同国の市場で、売上高で最大のテキスタイルメーカーのひとつとなっている。
近年では自社の新規店舗や競合他社の買収により、拡大を続けている。2010年にはスイスの下着チェーン店大手のBeldonaを買収し、更にその後メキシコ及び米国でも販売業者を買収。米国では、高級小売業者「Journelle」の株式の過半数を取得し、以来、ニューヨークに3店の直営店を展開している 2011年にはドイツ子会社の株式を取得し、トリンプ社は再びシュピースホーファー家とブラウン家による完全所有となった。

## トリンプ・インターナショナル（スイス本社）

### 沿革

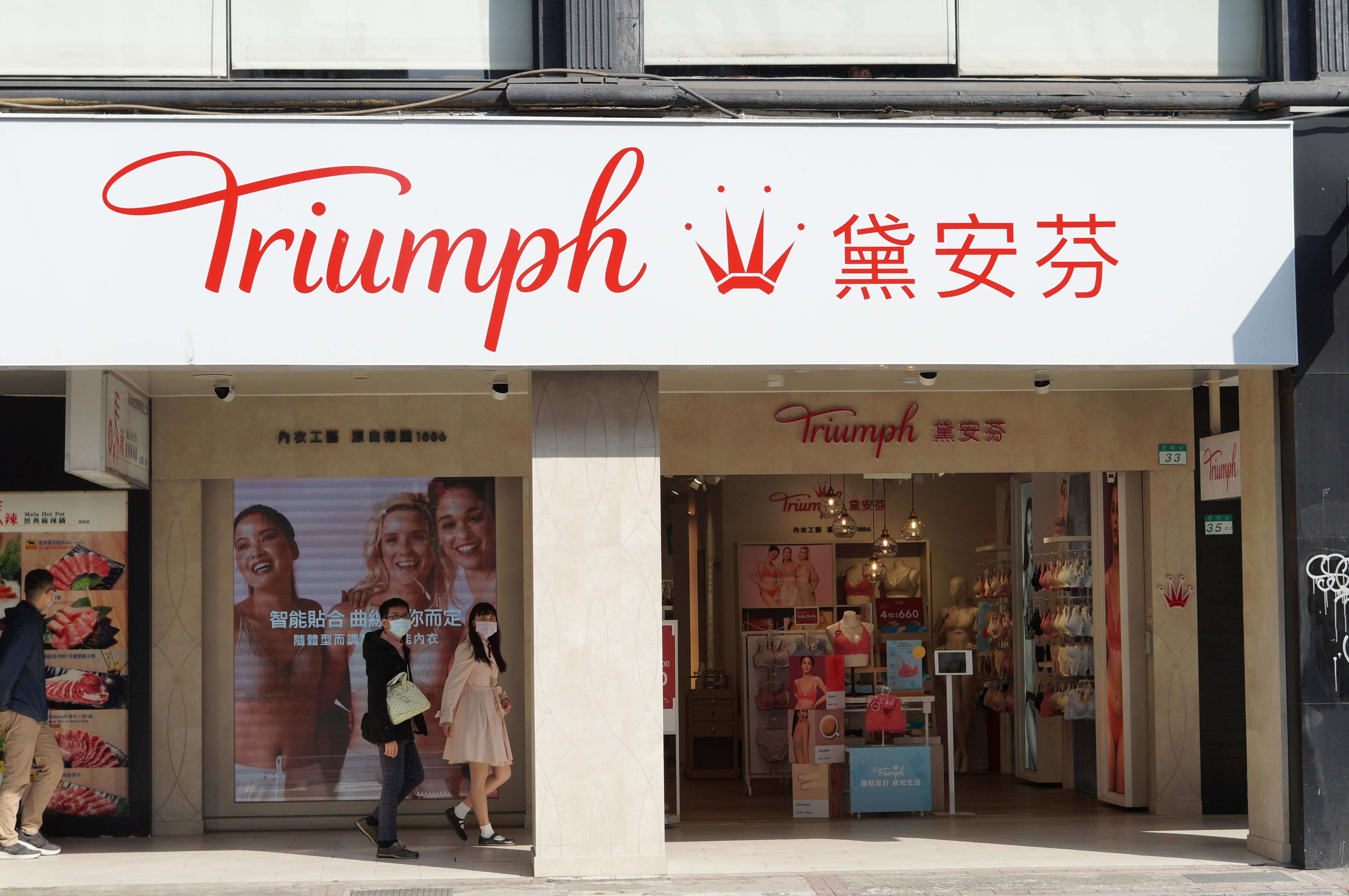
トリンプの店舗

- 1886年 - ドイツのコルセット業界の最盛期、コルセットの製造職人ヨハン・ゴットフリート・シュピースホーファー（英語版）と商人ミヒャエル・ブラウン（英語版）が、ヴュルテンベルクのホイバッハにコルセット製造所「シュピースホーファー＆ブラウン」を設立。6台のミシンと6人の従業員で始まり、コルセット業界の最盛期にあって1890年には早くも従業員150名へと拡大した。
- 1894年 - イギリスからコルセットの大量注文があり、業績を伸ばす。フランスの最新モードトレンド「Sans Ventre」を取り入れて、バストとヒップを強調しウェストと腰まわりを引き締める、美の理想型のコルセットデザインを製造。
- 1902年 - 世界中のどこでも一目で認識してもらえる印象的な商標の必要性を感じていたシュピースホーファーは、パリの凱旋門を目にした瞬間にひらめき、勝利＝「Triumph」が商標となった。
- 1933年 - スイスのバート・ツルツァッハ（英語版）に初の在外支社を設立。30年代末には、初めて肩ヒモのないコルセットであるコースレット（オールインワン）を発売。さらにフロントホックや調節可能な肩ヒモをのブラジャーもこの時人気を集めた。
- 1942年 - アメリカの実業家ハワード・ヒューズが女優ジェーン・ラッセルのためにデザインしたブラジャーを製作。
- 1946年 - 「ビキニ」が流行し、業績を伸ばす。
- 1953年 - 商号を「トリンプ・インターナショナル」とする。1954年から1959年にかけてベルギー、イギリス、スウェーデン、イタリア、フィンランド、ノルウェー、デンマーク、オーストリア、オランダに続々と支社を設立。
- 第二次世界大戦後、再び世間がルックスを重要視するようになり、くびれがもてはやされ、中でもバストに注目が集る中、初の販売価格指定ブラジャー「Diana」が誕生。どこで買っても同一の品質が保証されるようになった。モデルが下着だけをつけて舞台に並ぶ、初の下着ファッションショーを世界各地で開催。「下着にもっと流行を」というメッセージを世間に送った。1959年にはベルリンの「ヒルトン」で過去最大の下着ファッションショーを開催。
- 1960年 - アジア地域に事業拡張。1960年に香港支社を設置し、その後10年間でマレーシア、シンガポール、台湾、タイ、フィリピン、インドネシア、中国、スリランカ、ベトナム、インドに続々と支社を設立。日本では1964年に法人を設立し、国内3大メーカーの一角を担うようになった。ヨーロッパでも新たにスペイン、ギリシア、フランス、ポルトガルに支社を設立。
- 1967年 - 下着メーカーとして初のシームレスカップの成形方式を導入。着心地がよく、軽く縫い目のないブラジャーの製造が可能となった。1962年にはビキニとワンピース水着の生産を開始。
- 1970年代は、フラワーパワーとミニスカートが流行。ガードルやペチコートの需要は低下し、ブラジャーの人気も低迷した。そんな中、極薄のシームレスタイプのブラジャー「Einer fuer Alle」を製造。目立たたずにバストの形を整え、試着しなくても身体に合う購入のしやすさが人気を呼び、各国で愛されるベストセラー商品となった。また、伸縮性があり、安定した形状でシワになりにくい「sloggi」を導入。「sloggi」は現在までに販売数10億点を超える国際的ベストセラーになっている。
- 1981年 - トリンプファッションショー「Scene81」を開催。
- 1985年 - 中華人民共和国での販売を開始。フランスの高級紳士下着ブランド「HOM」を買収。カナダ、ニュージーランド、韓国で販売会社を設立。
- 1983年 - 世界的にエアロビクスが流行し、スポーツブラが誕生。
- 1980年代には贅沢なボディスーツ、コルサージュ、ブラジャー、ショーツが再び盛んに求められた。1990年、フランスの高級婦人下着ブランド「VALISERE」を買収することで、トップクオリティ部門にも業務を拡大。さらに東欧およびアジア市場へ拡張し、タイ、中華人民共和国」、インドに新たな生産拠点を置いた。また、余計な化学物質を製品から排除した高品質かつエコロジーにそった木綿、ニッケルを含有しない留め具を導入。
- 2002年 - ヨーロッパ首都や大都市にトリンプショップがオープン。アジアでは特にインドを中心に、ムンバイ、チェンナイ、デリー、バンガロールに販売拠点を置いた。
- 2008年 - 新しいトリンプロゴを中心に、コーポレートデザイン全体を一新。世界中の才能ある若手デザイナーを表彰する「トリンプ・インスピレーション・アワード」を創設。

## トリンプ・インターナショナル・ジャパン株式会社（日本法人）
日本法人は1964年に設立され、国内でトリンプブランドの下着を製造・販売している。なかでも技術力、新製品の企画開発力が高く中核的な存在となりつつある。「天使のブラ」「恋するブラ」など多くのブランドを発売している。

### 沿革
- 1964年（昭和39年）: 西ドイツの「トリンプ・インターナショナル・ホールディング、ゲーエム・ベーハー」と日本の繊維会社による日独合弁企業として、社名を「インターナショナル・ファウンデーション・アンドガーメント株式会社」、資本金2500万円で設立。滋賀工場にて生産開始。
- 1965年（昭和40年）: 本社を東京都千代田区神田神保町に構え、資本金を1億円に増資。直販方式により大手百貨店でのファウンデーション販売を開始。
- 1966年（昭和41年）: 大阪事務所を開設。
- 1967年（昭和42年）: 資本金を2億5千万円に増資。福岡事務所を開設。
- 1968年（昭和43年）: 札幌事務所を開設。
- 1969年（昭和44年）: 名古屋事務所を開設。滋賀工場に西独より輸入の超近代的設備完成。
- 1970年（昭和45年）: 仙台事務所を開設。福野工場（富山県）の生産開始。資本金4億円に増資。
- 1974年（昭和49年）: 「トリンプ・インターナショナル（香港）リミテッド」が全株を保有。社名を「日本アイ・エフ・ジー株式会社」に変更。
- 1976年（昭和51年）: 本社、東京事務所ともに東京流通センタービルに移転。
- 1977年（昭和52年）: 資本金6億円に増資。
- 1978年（昭和53年）: 資本金8億円に増資。
- 1984年（昭和59年）: 設立20周年を記念して「トリンプ・インターナショナル・ジャパン株式会社」に社名を変更。
- 1986年（昭和61年）: トリンプ・インターナショナル本社、設立100周年。資本金を16億円に増資。
- 1989年（平成元年）: 株主が「トリンプ・インターナショナル・オーバーシーズ・リミテッド」となる。設立25周年を記念して企業イメージキャラクターにアメリカのトップ女優ダイアン・レインを起用。
- 1990年（平成2年）: 資本金を26億円に増資。
- 1991年（平成3年）:  各地方事務所の名称を営業所に変更。「．．．さん」づけ運動推進。「NO残業デー」導入。「リフレッシュ休暇」制度導入。
- 1993年（平成5年）: 福野工場閉鎖。
- 1994年（平成6年）: 「天使のブラ」デビュー。「がんばるタイム」導入。滋賀工場閉鎖。
- 1995年（平成7年）: トリンプ静岡センター（静岡県）を開設。「カジュアル・フライデー」導入。
- 1997年（平成9年）: トリンプアドバイザー派遣店舗1000店舗達成。トリンプ静岡センターで3年間をかけ2万本の植樹を計画。植樹祭スタート。「Tシャツブラ」デビュー。
- 1998年（平成10年）: SPA型直営店舗1店舗目となる「AMO'S STYLE 三宮店」オープン。
- 1999年（平成11年）: トリンプ静岡センターISO9002認証取得。設立35周年。
- 2000年（平成12年）: 「恋するブラ」デビュー。IT部が国際規格CMMを取得。
- 2001年（平成13年）: SPA型直営店舗100店舗目となる「AMO'S STYLE 原宿店」オープン。「課長代行制度」導入。
- 2002年（平成14年）: 「禁煙奨励制度」の導入。
- 2003年（平成15年）: ISO9001（2000年版）に移行。
- 2004年（平成16年）: トリンプ・インターナショナル・ジャパン株式会社、設立40周年。設立40周年記念事業の一環として「トリンプ大東センター」の増築工事開始。設立40周年を記念して女性だけのライブイベント「Truimph Lady Go Night」を実施。SPA型直営店舗200店舗目となる「COSMETIC PURE 原宿店」オープン。
- 2005年（平成17年）: 「トリンプ大東センター」を「トリンプ静岡センター」に改称。
- 2006年（平成18年）: 「トリンプ静岡センター」の増築が完了、正式稼動。業界初のプライバシーマーク取得。
- 2008年（平成20年）: トリンプ静岡センターのISO14001を認証取得。
- 2011年（平成23年）: 「SHAPE SENSATION」デビュー。「サマータイム」導入。
- 2012年（平成24年）1月5日: 本社、東京事務所ともに浜離宮三井ビルディング5階に移転。

### 主なブランド
- 天使のブラ
- 恋するブラ
- トリンプ Tシャツブラ
- 寄せアゲハ
- WONDER MAKE（ワンダーメイク）
- freebra（フリーブラ）
- SHAPE SENSATION（シェイプセンセーション）
- AMO'S STYLE by Triumph（アモスタイル バイ トリンプ）
- Pour moi（ポアモア）
- NINA CAPIONA（ニナカピオナ）
- triumph c'est ca（トリンプ セサ）
- ESSENCE by Triumph（エッセンス バイ トリンプ）
- Triumph JEWELING（トリンプ ジュエリング）
- VALISERE（ヴァリゼール）
- me closet（ミークローゼット）
- sloggi（スロギー）
- Solfege（ソルフェージュ）
- FLORALE by Triumph（フロラーレ バイ トリンプ）
- Triumph Story（トリンプストーリー）
- Plesiaforte（プレジアフォルテ）
- Triumph NURSE SANSATION（トリンプ ナースセンセーション）

### イメージモデル

#### トリンプ50周年記念イメージキャラクター
- 2014年 - 2017年：篠原涼子[20]

#### グローバルキャンペーン イメージキャラクター
- 2017年：ジェシカ・ハート[21]

#### トリンプブランドアンバサダー
- 2018年：佐田真由美[22]

#### AMO’S STYLE by Triumph イメージキャラクター
- 2002年：佐田真由美
- 2003年：小池由佳
- 2004年：SAYAKA
- 2005年：ベッキー
- 2006年：加藤夏希
- 2007年：佐藤江梨子
- 2008年：マリエ
- 2009年：土岐田麗子
- 2010年：佐々木希
- 2011年：トリンドル玲奈
- 2013年：広瀬アリス
- 2014年：矢野未希子
- 2015年 - 2018年：ヨンア[23]
- 2018年：フェルナンダ・リー[24]
- 2019年秋冬：福士リナ[25]

#### ESSENCE by Triumph イメージキャラクター
- 2016年：菜々緒[26]
- 2017年秋冬：リヴ・タイラー[27]

#### FLORALE by Triumph イメージキャラクター
- 2016年 - 2017年：松田聖子[28]
- 2017年秋冬：ジュリアン・ムーア[29]

#### トリンプ・イメージガール
※2012年度から2017年度までは2人を起用していた。
- 1993年：橋本理絵
- 1994年：高橋都
- 1995年：岡野早夕里
- 1996年：池鍋了子
- 1997年：沢井夏月
- 1998年：田中敬子
- 1999年：高城佳月子
- 2000年：藤田雅子
- 2001年：吉岡美穂
- 2002年：高尾杏里
- 2003年：工藤友美
- 2004年：池端忍
- 2005年：美崎悠
- 2006年：仁科仁美
- 2007年：中山エリサ
- 2008年：石田裕子
- 2009年：西内裕美
- 2010年：青山玲子
- 2011年：河合ひかる
- 2012年：金田彩菜、田辺岬
- 2013年：渡辺アリサ、ALISA
- 2014年：高原愛、大石絵理
- 2015年：永田レイナ、鎌滝えり
- 2016年：中川知香、川辺優紀子[30]
- 2017年：静麻波、松山亜耶[31]
- 2018年：越川友貴[32]
- 2019年：土屋ひかる[33]
- 2020年 - 2021年[34]：新奈[35]

### キャンペーンイベント

#### ユニークブラジャー
時流や話題をテーマに、自由でオリジナリティ溢れるデザインのブラジャーを毎年発表、近年は年2回の発表となっていた。「世相ブラ」と報道されることが多く、ニュース・情報番組で取り上げられた場合「なお、このブラの販売予定はありません」で〆られることが多い。2018年限りで終了。
- 2000年 消費刺激ブラ、21世紀宇宙旅行ブラ、21世紀が見える?メガネ
- 2001年 構造改革ブラ、フリークエントフライヤー用ブラ、ベースボールブラ
- 2002年 パールブラ、シンデレラブラ、@胸（アッと・ムネ）ブラ
- 2003年 大江戸ブラ、阪神タイガースブラ、阪神タイガース優勝記念コレクターズアイテム、禁煙マニフェストブラ
- 2004年 頑張れ!ハルウララブラ、eco地球儀ブラ
- 2005年 楽天イーグルスブラ、郵政想定外ブラ、Theプレミアム阪神タイガースブラ、ウォームビズブラ、スヌーピーブラ
- 2006年 少子化対策ブラ、NO!レジ袋ブラ
- 2007年 投票率UP!ブラ、マイ箸ブラ
- 2008年 太陽光発電ブラ、裁判員制度ブラ
- 2009年 婚活ブラ、ナイスカップinブラ
- 2010年 マイ田んぼブラ、訪日観光ブラ
- 2011年 サポートジャパンブラ、なでしこ応援ブラ
- 2012年 スーパーCOOLブラ、女性維新ブラ
- 2013年 ブラノミクスブラ、おもてなしの心ブラ
- 2014年 ブラジルパッションブラ、仲良し姉妹ブラ
- 2015年 ウェアラブル女子力アップブラ、ヒロイン戦士ブラ
- 2016年 輝き女子ブラ、ファーストウーマンブラ
- 2017年 プレミアムフライデーブラ
- 2018年 平成ブラ

#### 下着川柳
文化活動の1つとして「インナーウエアにまつわる川柳〜ブラ川柳〜」として誕生。現在は「下着川柳」として、10年以上続けている。過去の入選作品はインナーウエアに対する切実な願いをこめたものや、その年の時勢を想起させる題材を詠んだものなど、バラエティに富んだ句が入選している。

#### その他
Mr. HOM（ミスター・オム）
1997年から4年間にわたり選出された男性の「イメージボーイ」。1998年の受賞者は川野丹大、1999年の受賞者は伊藤裕正である。
トリンプ 小悪魔大賞
2003年に発売された『小悪魔ブラ』の世界観にふさわしく、かつ最も"小悪魔"的な魅力を持つと認めた女性タレントを表彰するイベント。2004年に上戸彩が、2005年にBENI（安良城紅）が受賞した。

### 直営販売店
- トリンプショップ
- トリンプ・オンラインショップ
- AMO'S STYLE by Triumph（アモスタイル バイ トリンプ）
- AMO'S STYLE by Triumph（アモスタイル バイ トリンプ）オンラインショップ
- Lien Senteur（リアン センチュール）